# Curling Club Tofane
Il Curling Club Tofane nasce nel 1975 e fu tra il 1977 e il 1992 il club di curling italiano più forte e rappresentativo, merito in gran parte attribuibile al presidente e giocatore di allora Andrea Pavani.
L'attuale presidente del CC Tofane è Stefano Zardini, susseguito all'olimpionico Antonio Menardi, albergatore, che ricopre inoltre la carica di presidente dell'Associazione Curling Cortina (ACC), fondazione che riunisce e rappresenta i sei club di Cortina d'Ampezzo. La squadra maschile del Girone d'Eccellenza (Serie A) del CC Tofane ha rappresentato la squadra nazionale per tutti gli anni ottanta, raggiungendo il miglior risultato che una squadra maschile italiana di curling abbia mai conseguito, medaglia di bronzo agli Europei 1979. Il CC Tofane vanta 12 scudetti maschili e 2 scudetti femminili vinti nel 2010 e 2011, esattamente venti anni dopo l'ultimo scudetto maschile.

## Albo d'Oro
- 1977 - Titolo Italiano Maschile
- 1979 - Titolo Italiano Maschile
- 1980 - Titolo Italiano Maschile
- 1981 - Titolo Italiano Maschile
- 1982 - Titolo Italiano Maschile
- 1984 - Titolo Italiano Maschile
- 1985 - Titolo Italiano Maschile
- 1986 - Titolo Italiano Maschile
- 1987 - Titolo Italiano Maschile
- 1988 - Titolo Italiano Maschile
- 1989 - Titolo Italiano Maschile
- 1990 - Titolo Italiano Maschile
- 2010 - Titolo Italiano Femminile
- 2011 - Titolo Italiano Femminile
- 2012 - Titolo Italiano Femminile